# Walter Haummer
Walter Haummer (22 de noviembre de 1928-5 de octubre de 2008) fue un futbolista austríaco que jugaba como delantero.

## Selección nacional
Fue internacional con la selección de fútbol de Austria en 16 ocasiones y convirtió 4 goles. Formó parte de la selección que obtuvo el tercer lugar en la Copa del Mundo de 1954, siendo el mayor éxito en la historia del fútbol austríaco hasta la fecha, pero no jugó ningún partido durante el torneo.

### Participaciones en Copas del Mundo
| Mundial                        | Sede  | Resultado    | Partidos | Goles |
| ------------------------------ | ----- | ------------ | -------- | ----- |
| Copa Mundial de Fútbol de 1954 | Suiza | Tercer lugar | 0        | 0     |

## Clubes
| Club            | País    | Año       |
| --------------- | ------- | --------- |
| SC Wacker Viena | Austria | 1949-1961 |